# 남동부 행정구

남동부 행정구의 위치

남동부 행정구 또는 유고보스토치니 행정구(러시아어: Юго-Восточный административный округ)는 모스크바의 남동부에 위치한 구이다. 12개의 행정 구역으로 구성되어 있다.